# KK Novi Travnik
KK Novi Travnik (KK Novi) je bosanskohercegovački košarkaški klub iz Novog Travnika. Sjedište je u Kralja Tvrtka bb, Sportska dvorana, Novi Travnik.

## Povijest
Klupska je boja crvena s bijelim oznakama. Klub je osnovan pod imenom KK Metalac 1963. godine. Najbolji dani kluba bile su rane 1970-te kad se natjecao u 1. republičkoj ligi BiH natječući se protiv Slobode iz Tuzle u kojoj je bio Mirza Delibašić, KK Borac iz Banje Luke i KK Lokomotiva iz Mostara u kojoj je igrao Dražen Dalipagić i drugi. Neprekidno se od osnivanja natjecao u 1. i 2. republičkoj ligi sve do rata. Eskalacijom rata u BiH, klub je prestao raditi. U svojoj dugoj povijesti klub se takmičio neprekidno u I i II republičkoj ligi sve do prestanka rada eskalacijom rata u BiH. Prestankom rata i početkom mirnog života, 
skupina košarkaških zanesenjaka na čelu s Brunom Božićem i Vladom Mičićem pokrenuli su zamrli klub. Uključili su ga u ligaška natjecanja pod krovom košarkaškog saveza Herceg-Bosne. Natjecao se u okviru 1. i 2. lige u seniorskoj i juniorskoj konkurenciji. Klub je bio stalno u financijskom tjesnac 2005. godine pa je UO kluba odlučio raspustitit seniorski sastav i opredijelio se raditi i natjecati se samo u mladim kategorijama: juniori, kadeti, mlađi kadeti, prvo u okviru lige mladih Bolji Balkan u kojoj su se natjecale momčadi iz cijele BiH. Gašenjem te lige, klub se natjecao u okviru lige mladih koju organizira i vodi regionalni košarkaški savez Travnika. Zbog sve teže privredne situacije te ozbiljnih financijskih problema s kojim se klub suočavao, a koja je pogodila i najbolje organizirane klubove, klub se odlučio uključiti još veći broj djece da bi se što jače i bolje uključili u natjecanje lige mladih srednjobosanske županije. Planira se pokušati raditi sa ženskim pogonom, s obzirom na iskazani interes. Za sezonu 2013/2014. klub je planirao stvoriti uvjete za ponovo aktiviranje seniorskog sastava.Seniorski pogon zabilježio je 11-godišnju stanku u radu. Nakon te stanke pokrenuta je 17. rujna 2013. pokrenuta je seniorska košarkaška ekipa iz Novog Travnika, pod imenom KK Novi.

## Vanjske poveznice
- Službena stranica[neaktivna poveznica]
- KK Novi Travnik Facebook
- KK Novi, juniori  Arhivirana inačica izvorne stranice od 17. lipnja 2017. (Wayback Machine) Košarkaški savez Herceg-Bosne
- KK Novi Travnik  Arhivirana inačica izvorne stranice od 17. lipnja 2017. (Wayback Machine) Košarkaški savez Herceg-Bosne
- KK Novi Travnik Eurobasket